# Rajon Mladost
rajon Mladost (bulgariska: Район Младост) är ett distrikt i Bulgarien.   Det ligger i kommunen Stolitjna Obsjtina och regionen Sofija-grad, i den västra delen av landet, 7 km sydost om huvudstaden Sofia.
I omgivningarna runt rajon Mladost växer i huvudsak lövfällande lövskog. Runt rajon Mladost är det tätbefolkat, med 849 invånare per kvadratkilometer.